# Ryder Cup 2010
Navigation
2008 2012
La 38e édition de la Ryder Cup a eu lieu du 1er octobre au 4 octobre 2010 sur le golf du Celtic Manor Resort de Newport dans le pays de Galles.
L'équipe des États-Unis, dont le capitaine est Corey Pavin sont les tenants du trophée après leur victoire lors de l'édition 2008 sur le score de 16½ à 11½. L'Europe est dirigée par l'Écossais Colin Montgomerie.
La compétition, perturbée par les conditions climatiques, voit l'équipe européenne triompher sur le score de 14½ à 13½. C'est la quatrième fois consécutive qu'elle parvient à s'imposer sur le sol européen.

## Le parcours

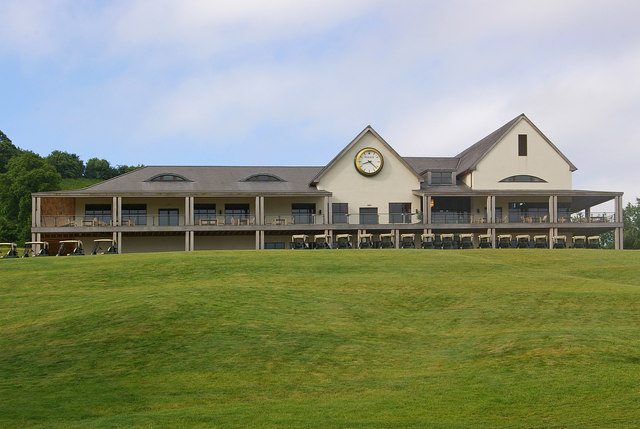
Twenty Ten clubhouse

Cette édition a lieu sur le Twenty Ten Course du Celtic Manor Resort (en), complexe hôtelier et golfique de Newport dans le pays de Galles. C'est la première fois que celui-ci accueille cette compétition. C'est en 2001 que le pays de Galles s'est vu octroyer le droit d'accueillir cette compétition au détriment de l'Écosse qui se voit attribuer l'organisation de la Ryder Cup 2014 à Gleneagles Hotel. Cette attribution est favorisée par But Schofield, alors président de l'European Tour.
Le parcours, ouvert en 2007, est un par 71 de 7 493 yards (6 851 mètres). Neuf des 18 trous sont nouveaux.
Le parcours, qui abrite également le Celtic Manor Wales Open (Open du pays de Galles), tournoi du circuit européen, existe sous sa forme actuelle depuis 2007. Il a été redessiné dans l'objectif de cette compétition en un par 71 (36 à l'aller, 35 au retour) pour une longueur totale de 7 378 yards.
| Aller | Aller | Aller            | Retour | Retour | Retour           |
| N°    | Par   | Distance (yards) | N°     | Par    | Distance (yards) |
| ----- | ----- | ---------------- | ------ | ------ | ---------------- |
| 1     | 4     | 465              | 10     | 3      | 210              |
| 2     | 5     | 610              | 11     | 5      | 562              |
| 3     | 3     | 189              | 12     | 4      | 458              |
| 4     | 4     | 461              | 13     | 3      | 189              |
| 5     | 4     | 433              | 14     | 4      | 485              |
| 6     | 4     | 422              | 15     | 4      | 377              |
| 7     | 3     | 213              | 16     | 4      | 499              |
| 8     | 4     | 439              | 17     | 3      | 211              |
| 9     | 5     | 580              | 18     | 5      | 575              |
| Aller | 36    | 3 812            | Retour | 35     | 3 566            |

## Les équipes

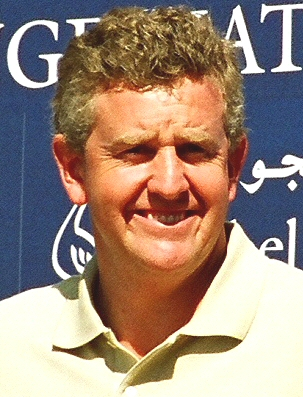
Colin Montgomerie

Le choix de Colin Montgomerie pour succéder à Nick Faldo a été annoncé courant janvier 2009,. Ce choix a été fait au détriment principalement de José Maria Olazábal, celui-ci devenant ainsi le principal favori pour l'édition de 2012, et de Sandy Lyle ou encore Ian Woosnam, ce dernier ayant déjà occupé ce poste lors de la victoire européenne de Ryder Cup 2006. Colin Montgomerie présente l'un des plus beaux palmarès d'un joueur européen en Ryder Cup : il est troisième en termes du nombre de points inscrit avec 23,5 points à un point et demi de Nick Faldo et un demi point de l'Allemand Bernhard Langer. En termes de pourcentage de point obtenu par rencontre, il figure également au troisième rang des européens derrière Sergio García et José Maria Olazábal. Il présente un bilan de 20 victoires, 7 nuls et 9 défaites, avec en particulier aucune défaite concédée lors des simples, pour 36 rencontres en huit participations. Il a remporté le trophée avec l'Europe lors des éditions 1995, 1997, 2002, 2004, et 2006.

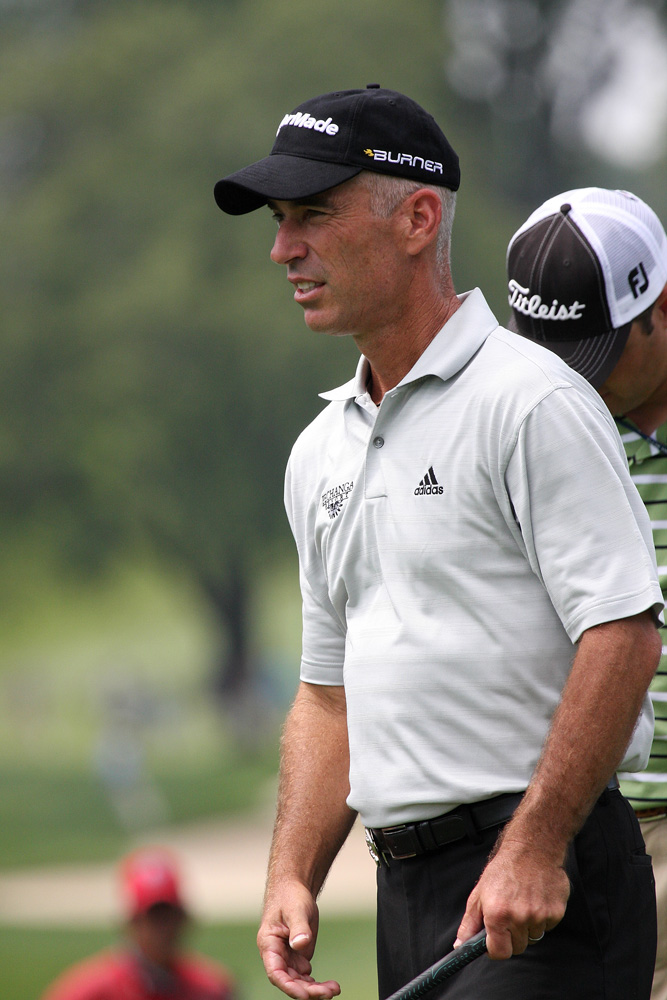
Corey Pavin

La PGA of America a pour sa part choisi Corey Pavin pour occuper le poste de capitaine à la sélection américaine, succédant ainsi à Paul Azinger. Corey Pavin a représenté à trois reprises les couleurs américaines, lors des éditions 1991, 1993 et 1995, les États-Unis remportant les deux premières de celles-ci. Il dispute 13 rencontres, pour un bilan de 8 victoires et 5 défaites.
La sélection européenne est déterminée par plusieurs critères. Le premier de ceux-ci détermine les quatre premiers joueurs. Il est basé sur la Ryder Cup World Points List, classement établit à partir des points accumulés lors des tournois du Official World Golf Ranking entre le 3 septembre 2009 et le 29 août 2010. Les cinq joueurs suivants de la sélection sont déterminés à partir des gains obtenus sur le circuit européen entre les deux dates précédentes. Les trois derniers choix sont à la discrétion du capitaine.
Le mode de sélection de l'équipe américaine est différent : les huit premiers du classement de Ryder Cup Points List sont automatiquement qualifiés pour la Ryder Cup. Ce classement est établi sur les gains des tournois majeurs de l'année 2009 et sur l'ensemble des tournois de l'année 2010 jusqu'au tournoi de l'USPGA 2010 compris. Les gains obtenus lors des majeurs de la saison 2010 comptent doubles. Le capitaine est ensuite libre de désigner les quatre derniers joueurs.
À l'issue de ces sélections, la sélection européenne est la suivante : Lee Westwood, Rory McIlroy, Martin Kaymer, Graeme McDowell, puis Ian Poulter, Ross Fisher, Francesco Molinari, Miguel Angel Jimenez et Peter Hanson. Les trois choix de Colin Montgomerie sont Edoardo Molinari, Luke Donald et Pádraig Harrington. Cette sélection présente six débutants en Ryder Cup. Lee Westwood est le joueur comptant le plus de participation avec sept devant Pádraig Harrington qui en compte six. Avec la présence des italiens Francesco et Edoardo Molinari, cette sélection est également la première à compter deux frères depuis la Ryder Cup de 1963 - les frères anglais Geoffrey Hunt et Bernard Hunt. Colin Montgomerie est également secondé dans sa tâche de capitaine par quatre vice-capitaines : Thomas Bjorn, Darren Clarke Paul McGinley et Sergio García. Avec le changement de format imposé par les perturbations climatiques, Colin Montgomerie propose à José Maria Olazábal, présent sur le site et auquel il avait déjà proposé une place de vice-capitaine un an plus tôt, de rejoindre l'équipe européenne en tant que cinquième vice-capitaine, ce qui permet à l'équipe européenne d'être suivie sur l'ensemble des six parties.
Les huit premiers américains sont Phil Mickelson, Hunter Mahan, Bubba Watson, Jim Furyk, Steve Stricker, Dustin Johnson, Jeff Overton et Matt Kuchar. Corey Pavin choisit ensuite Zach Johnson, Tiger Woods, Stewart Cink et Rickie Fowler. Le choix de Woods est le plus médiatique en raison des événements qui ont perturbé sa vie personnelle et sa vie sportive - aucune victoire sur le circuit durant l'année 2010. Le capitaine Coprey Pavin est secondé par Paul Goydos, Tom Lehman, Davis Love III et Jeff Sluman.
| Europe               | Europe                              | États-Unis     | États-Unis                          |
| -------------------- | ----------------------------------- | -------------- | ----------------------------------- |
|                      |                                     |                |                                     |
| Capitaines           |                                     |                |                                     |
| Colin Montgomerie    | Colin Montgomerie                   | Corey Pavin    | Corey Pavin                         |
| Joueur               | Note                                | Joueur         | Note                                |
| Luke Donald          | Choix du capitaine 3e participation | Stewart Cink   | Choix du capitaine 5e participation |
| Ross Fisher          | débutant                            | Rickie Fowler  | Choix du capitaine débutant         |
| Peter Hanson         | débutant                            | Jim Furyk      | 7e participation                    |
| Pádraig Harrington   | Choix du capitaine 6e participation | Dustin Johnson | débutant                            |
| Miguel Ángel Jiménez | 4e participation                    | Zach Johnson   | Choix du capitaine 2e participation |
| Martin Kaymer        | débutant                            | Matt Kuchar    | débutant                            |
| Graeme McDowell      | 2e participation                    | Hunter Mahan   | 2e participation                    |
| Rory McIlroy         | débutant                            | Phil Mickelson | 8e participation                    |
| Edoardo Molinari     | Choix du capitaine débutant         | Jeff Overton   | débutant                            |
| Francesco Molinari   | débutant                            | Steve Stricker | 2e participation                    |
| Ian Poulter          | 3e participation                    | Bubba Watson   | débutant                            |
| Lee Westwood         | 7e participation                    | Tiger Woods    | Choix du capitaine 6e participation |

## La compétition
La compétition retrouve un format identique aux éditions précédant la Ryder Cup 2008 : les matinées des deux premières journées sont consacrées au fourball, « 4 balles meilleure balle », où chaque joueur joue sa propre balle ; le meilleur joueur des quatre compétiteurs remporte le point pour son équipe. Les rencontres de l'après-midi se dispute sous forme de foursomes, où les deux joueurs de la même équipe jouent alternativement la même balle.
Lors de ces parties de doubles, les capitaines sont libres du choix de la composition de leurs équipes. Il n'existe aucune obligation de faire paire évoluer l'ensemble de leur joueur lors des parties de doubles.
La dernière journée est réservée aux simples. Dans ceux-ci, l'ensemble des joueurs de chaque équipe sont alignés.
Lors de chaque rencontre, l'équipe vainqueure remporte un point, la perdante ne marquant aucun point. En cas d'égalité, chaque équipe se voit créditer de ½ point.
Toutefois, ce programme est perturbé par les conditions climatiques. Après les averses de la première journée qui ont empêché la première série de fourballs de se terminer, les organisateurs ont reformulés le programme de la compétition en quatre sessions (deux fourballs, deux foursomes et les simples). Après la fin de première série, la deuxième journée voit se disputer six rencontres sous forme de foursomes lors de la deuxième session. Celle-ci est suivie d'une troisième session composée de deux rencontres disputées sous forme de foursomes et de quatre rencontres sous forme de fourball. Après cette session, la compétition se termine par la série de simples. La série de simple pourra éventuellement se terminer le lundi. Toutefois, les deux capitaines se sont entendu pour que toute partie commencée et ne pouvant être terminée au coucher de soleil de lundi soir serait alors partagée.

### Première session
Vendredi 1er et samedi 2 octobre 2010
Colin Montgomery offre à Lee Westwood, son joueur le plus expérimenté, l'honneur de commencer la première partie. Il fait équipe avec l'Allemand Martin Kaymer, dernier vainqueur du Championnat de la PGA mais débutant en Ryder Cup. Le capitaine américain oppose à cette paire Phil Mickelson et Dustin Johnson.
Pour la première fois de l'histoire de la Ryder Cup, une paire est composée de deux joueurs d'Irlande du Nord, Rory McIlroy et Graeme McDowell qui ont déjà évolué ensemble l'année précédente en Vivendi Trophy. Cette paire est opposée à Stewart Cink, cinquième participation et Matt Kuchar, débutant.
Les deux capitaines optent pour des paires déjà formées par le passé, Ian Poulter et Ross Fisher du côté européen et Steve Stricker et Tiger Woods pour les Américains pour disputer la troisième partie.
Enfin la dernière partie oppose Luke Donald et Pádraig Harrington à la paire américaine Bubba Watson, Jeff Overton. C'est la première fois depuis 1981 que les Américains utilisent une paire de rookie lors de la première série de matchs.
Cette première journée de compétition est perturbée par la pluie. De violentes averses obligent les organisateurs à interrompre les parties. Celles-ci ne reprennent qu'après plus de huit heures d'interruption et sont ensuite de nouveau interrompue par la nuit. Au moment de cette dernière interruption, l'Europe est menée dans deux des quatre parties : 2 up (deux points d'avance) pour Cink-Kuchar face à la paire nord-irlandaise et 1 up pour Watson-Overton face à Donald-Harrington. La première partie est menée par l'Europe de un point après 12 trous. La dernière partie est alors à égalité.
Cette première session se termine finalement sur un score de deux et demi à un et demi en faveur des Américains. Ce sont les Européens qui inscrivent le premier point par l'intermédiaire de la paire Westwood-Kayner qui triomphe de Mickelson-D Johnson sur un score de trois et deux (trois points et deux trous restant à joueur). Dans la seconde partie, les Américains qui mènent depuis le dixième trou sont rejoints sur un putt de 35 pieds - 10,67 mètres - de Rory McIlroy sur le 17e trou, les deux équipes ne parvenant pas ensuite à se départager sur le 18e trou. La paire de débutants américains Bubba Watson et Jeff Overton prend l'avantage dès le premier trou sur la paire Luke Donald-Pádraig Harrington, avantage qui est conservé tout au long de la partie pour être accentué jusqu'à trois up après le 12e trou. le score final de cette partie est de trois et deux. Lors de la quatrième opposition, les Européens, qui avaient pris l'avantage en début de partie - encore 1 up après le septième trou - voient les Américains Woods-Stricker passer une première fois en tête après le neuvième trou, puis de nouveau après le douzième. Les Américains avec un dernier trou gagné remporte ce match par deux up.
| Europe                         | Résultats           | États-Unis                    |
| ------------------------------ | ------------------- | ----------------------------- |
| Lee Westwood Martin Kaymer     | Europe : 3 et 2     | Phil Mickelson Dustin Johnson |
| Rory McIlroy Graeme McDowell   | égalité             | Stewart Cink Matt Kuchar      |
| Ian Poulter Ross Fisher        | États-Unis : 2 up   | Steve Stricker Tiger Woods    |
| Luke Donald Pádraig Harrington | États-Unis : 3 et 2 | Bubba Watson Jeff Overton     |
| 1½                             | Session             | 2½                            |
| 1½                             | Au général          | 2½                            |

### Deuxième session
Samedi 2 octobre 2010
Les départs de cette deuxième session ne respecte pas le programme officiel afin de diminuer le temps entre les sessions et reprendre les parties le plus vite possible. C'est ainsi la paire des frères Edoardo  et Francesco Molinari qui commence cette session côté européen, faisant également tous deux leur véritable début en Ryder Cup. Leurs adversaires Zach Johnson et Hunter Mahan mènent l'essentiel de la partie avec en particulier deux points d'avance entre le neuvième et le douzième trou. Les Européens parviennent à égaliser sur le trou 16 mais s'inclinent sur les deux derniers trous pour perdent ce match par deux up.
La paire  Lee Westwood, Martin Kaymer est reconduite après sa victoire dans la matinée. Opposée à Jim Furyk et Rickie Fowler, les Européens prennent l'avantage dès le premier trou et mènent à deux reprises de deux coups. Ils se présentent avec un point d'avance au départ du 18e trou, un par 5. Sur son troisième coup Furyk se positionne proche du trou et offre une possibilité de birdie à son coéquipier. Westwood, placé plus loin, ne réussit pas le birdie que réalise Fowler pour permettre aux Américains de partager la partie.
Après avoir perdu le premier trou, la paire Pádraig Harrington, Ross Fisher remporte les trous 3 et 4 face aux Américains Phil Mickelson, Dustin Johnson puis après avoir perdu le trou 7, ils réagissent par l'obtention des trois trous suivant. Ils remportent cette partie par trois et deux.
Lors de la partie opposant Steve Stricker, Tiger Woods, paire reconduite par Corey Pavin, à Miguel Ángel Jiménez, Peter Hanson, les Américains parviennent avec un avantage de trois up à l'issue du neuvième trou. Malgré un point perdu sur le dixième trou, ils remportent deux nouveaux trous pour l'emporter quatre et trois.
La partie opposant la paire anglaise Ian Poulter, Luke Donald à  Bubba Watson, Jeff Overton, vainqueurs en fourballs est la plus disputée. Les Européens mènent sur les quatre premiers trous, puis les Américains remportent les trois 4, 5 et 7 pour prendre l'avantage. Le Européens remportent ensuite deux trous, au 9 et au 11, suivis par deux trous pour les Américains au 13 et 14. Les Européens remportent ensuite les trois trous suivant pour l'emporter sur le score de deux et un. Seuls cinq des 17 trous disputés se terminent sur une égalité.
La paire nord-irlandaise Rory McIlroy, Graeme McDowell est opposée à la paire Stewart Cink et Matt Kuchar. Cette partie est également très disputée avec de nombreux changements en tête et seulement cinq trous terminés sans vainqueur. Le plus grand écart est de plus un. Les Européens semblent bien partis après être repassé en tête à la suite de deux trous remportés au 14 et 15. Mais un bogey sur le trou suivant permet aux Américains de revenir à égalité. Un second coup de McDowell qui place la balle à 1,50 mètre du drapeau semble permettre aux Européens de reprendre l'avantage. Mais Cink réalise un long putt qui lui permet de réaliser le birdie et de mettre la pression sur McIlroy. Celui-ci manque son putt et les Américains reprennent la tête, qu'ils conservent en partageant le dernier trou.
À l'issue de cette deuxième session, les Américains mènent de deux points par 6 à 4.
| Europe                              | Résultats           | États-Unis                    |
| ----------------------------------- | ------------------- | ----------------------------- |
| Miguel Ángel Jiménez Peter Hanson   | États-Unis : 4 et 3 | Steve Stricker Tiger Woods    |
| Edoardo Molinari Francesco Molinari | États-Unis : 2 up   | Zach Johnson Hunter Mahan     |
| Lee Westwood Martin Kaymer          | égalité             | Jim Furyk Rickie Fowler       |
| Pádraig Harrington Ross Fisher      | Europe : 3 et 2     | Phil Mickelson Dustin Johnson |
| Ian Poulter Luke Donald             | Europe : 2 et 1     | Bubba Watson Jeff Overton     |
| Rory McIlroy Graeme McDowell        | États-Unis : 1 up   | Stewart Cink Matt Kuchar      |
| 2 ½                                 | Session             | 3 ½                           |
| 4                                   | Au général          | 6                             |

### Troisième session
Samedi 2 et dimanche 3 octobre 2010
Le capitaine européen Colin Montgomerie fixe un score minimum de quatre à deux lors de cette troisième session, composée de deux Foursomes et quatre FourBalls. Il estime qu'il est primordial de revenir au moins à égalité avant le départ des simples pour pouvoir postuler à la victoire finale : « We need, minimum, 4 2 out of this session.  There's two foursomes out there and four fourballs.  We must get into the singles eight all, minimum.  If we can get into this eight all, God, what a day we have got ahead of us tomorrow afternoon. » (« Nous devons, au minimum, finir à 4 à 2 sur cette session. Il y a deux foursomes et quatre fourballs. Nous devons commencer les simples à 8 partout, minimum. Si nous ne sommes pas à 8 partout, Dieu, quelle journée nous avons devant nous demain après-midi. »).
La paire Lee Westwood - Luke Donald se voit confier la mission de combler le retard dès la première partie de Foursomes. Pavin oppose à cette doublette Woods - Stricker, qui est sur une série de six victoires consécutives en doubles, quatre en Presidents Cup et deux lors des deux premières sessions de cette Ryder Cup. La paire anglaise remporte les deux premiers trous grâce à deux birdie, puis ajoute un nouveau point sur le trou 4 sur un bogey concédé par un putt de 2 mètres 50 manqué par Woods. Les Américains cèdent encore deux points sur le 6 - double bogey - et le 7 sur un nouveau bogey. Un putt de six mètres pour obtenir le birdie permet de réduire à quatre up avant l'interruption de la fin de journée.
Lors de la seconde partie des Foursomes, la paire nord-irlandaise est également en tête lors de l'interruption. Elle mène de trois points sur la paire américaine composée de Zach Johnson - Hunter Mahan. Le premier de ces trois points est obtenu dès le premier trou, les deux autres lors des deux trous précédant l'interruption dont un birdie sur le par 3 du septième trou.
Sur la première partie des Fourballs, deux birdie de Ross Fischer sur les troisième et cinquième trous permettent de terminer la journée avec un score de 1 up, les Américains Jim Furyk - Dustin Johnson ayant réduit le score en reportant le trou sept par un birdie de Johnson.
La paire Miguel Ángel Jiménez - Peter Hanson est également en tête en fin de journée, après six trous disputés. Elle possède un avantage de deux coups sur la paire Bubba Watson - Jeff Overton grâce à trois birdie de Jiménez, un birdie de Watson ayant permis aux Américains de remporter le trou deux.
Bien qu'ayant concédé le premier point à la paire Kuchar-Cink - birdie de Matt Kuchar, les frères Molinari remportent les deux trous suivant - deux birdie de Francesco pour terminer la journée avec un score de 1 up.
Seuls quatre trous ont pu être disputé par la dernière partie qui oppose la paire Martin Kaymer - Ian Poulter à Phil Mickelson - Rickie Fowler. Les européens remportent les deux premiers trous pour donc mener deux up en fin de journée.
À l'issue de cette première journée de la troisième session, les Européens semblent alors en mesure de combler le retard sur les Américains, le bleu européen étant le seul présent au leaderboard.
Après les pluies de la nuit, les départs sont de nouveau repoussés. Le début des parties est désormais fixé à 13 heures 30 heure locale. Les 45 000 spectateurs attendus sur le parcours sont priés de retarder leur arrivée, et ceux déjà présents sont priés de rester dans leur voiture.
La paire Donald-Westwood commence cette journée par deux nouveaux birdie qui portent le score à 6 up. Elle partage ensuite les deux trous suivants, ce qui lui permet de remporter le cinquième point de l'équipe européenne. Westwood, qui compte désormais six victoires en sept parties de double disputées face à Tiger Woods en Ryder Cup, inflige avec Donald la plus grosse défaite de Woods dans cette compétition.
Un peu plus d'une heure plus tard, Rory McIlroy et Graeme McDowell permettent aux Européens d'inscrire leur sixième point. Celui-ci est obtenu grâce à un score de trois et un. Les Américains réduisent l'écart en remportant le premier trou de la journée avant que les Européens ne reprennent trois coups d'avance sur le 11e trou. Un birdie des Américains sur le 16 leur permet de garder un espoir mais les Européens remportent le trou suivant et la partie.
C'est la paire Fischer - Harrington qui permet aux Européens de prendre l'avantage en apportant le septième point. Lors de la deuxième journée de cette session, les deux équipes terminent tous les trous à égalité jusqu'au trou 14 où les Américains ne parviennent pas à réaliser le par, et c'est Ross Fisher qui le réussit pour porter le score à 2 up. Les trois trous suivants sont de nouveau partagés, ce qui offre la victoire aux Européens sur le score de deux et un.
Un birdie de Jeff Overton permet aux Américains de réduire le score à 1 up dans la partie l'opposant, avec Bubba Watson, à la paire Miguel Ángel Jiménez - Peter Hanson. Le score reste le même jusqu'au trou 14 où Watson réussit le par tandis que les Européens concèdent un bogey. Jiménez réussit un birdie sur le 16 puis un nouveau sur le dernier trou pour porter le score des Européens à 8 à 6.
La reprise de la quatrième partie des FourBalls opposant Martin Kaymer - Ian Poulter à Phil Mickelson - Rickie Fowler voit le score évoluer sur les trois premiers trous joués. Un birdie de Poulter porte le score à 3 up, avantage aussitôt réduit pas un birdie de Fowler. Sur le trou suivant, Poulter redonne trois points d'avance à son équipe. Les Américains remportent les trous 9, 11 et 13 pour revenir à All square (égalité). Kaymer puis Poulter remporte alors les deux trous suivants pour reprendre un avantage de deux points, avantage qu'ils maintiennent sur les deux trous suivant pour l'emporter deux et un.
Les frères Molinari parviennent à conserver l'avantage de 1 up qu'ils avaient acquis la veille sur les premiers trous de la journée. Matt Kuchar réalise ensuite un birdie sur le 10 pour égaliser, puis un nouveau sur le 13 pour donner l'avantage aux Américains et mettre enfin du rouge sur le leaderboard. Francesco Molinari égalise sur le 15 mais Kuchar riposte aussitôt en remportant le trou suivant. Après une égalité sur le trou suivant, Francesco Molinari réalise un birdie sur le dernier trou qui permet à son équipe d'égaliser.
L'Europe remporte cette session par cinq et demi à un demi point ce qui lui permet de posséder trois points d'avance avant le début des simples.
| Europe                                           | Résultats       | États-Unis                   |
| ------------------------------------------------ | --------------- | ---------------------------- |
| Foursomes (4 Joueurs, 1 seule balle par équipe)  |                 |                              |
| Lee Westwood Luke Donald                         | Europe : 6 et 5 | Steve Stricker Tiger Woods   |
| Rory McIlroy Graeme McDowell                     | Europe : 3 et 1 | Zach Johnson Hunter Mahan    |
| Fourballs (4 Joueurs, 4 balles, meilleure balle) |                 |                              |
| Pádraig Harrington Ross Fisher                   | Europe : 2 et 1 | Jim Furyk Dustin Johnson     |
| Miguel Ángel Jiménez Peter Hanson                | Europe : 2 up   | Bubba Watson Jeff Overton    |
| Edoardo Molinari Francesco Molinari              | égalité         | Stewart Cink Matt Kuchar     |
| Ian Poulter Martin Kaymer                        | Europe : 2 et 1 | Phil Mickelson Rickie Fowler |
| 5 ½                                              | Session         | ½                            |
| 9 ½                                              | Au général      | 6 ½                          |

### Quatrième session
Lundi 4 octobre 2010
Pour la première fois dans l'histoire de la Ryder Cup, la session finale se déroule un lundi, en raison de la pluie torrentielle du premier jour qui a retardé les rencontres.
Montgomerie a décidé de positionner Lee Westwood en première position lors des simples afin d'essayer d'augmenter encore l'avantage des Européens et de donner le ton à la journée. Pour sa part, Corey Pavin a placé en première position Steve Stricker qui a remporté ses deux premières rencontres de double avec Tiger Woods mais a subi une sévère défaite six et cinq, toujours avec Woods, face à Westwood et Luke Donald. Westwood semble répondre à cet objectif en menant jusqu'au douzième trou. Stricker réalise alors un birdie tandis que l'anglais concède un bogey. L'Américain remporte également le trou suivant puis le trou 15, birdie sur un par trois pour mener de deux points et finalement l'emporter sur le score de deux et un.
Dustin Johnson offre rapidement le second point de la journée pour les Américains en battant Martin Kaymer sur le score de six et cinq, Kaymer perdant successivement les cinq derniers trous de sa partie.
C'est Ian Poulter qui inscrit le premier point des Européens en battant Matt Kuchar sur le score de cinq et quatre, Pour remporter ce match, il réussit quatre birdie et un eagle sur le trou numéro 11.
Dans la foulée, Rory McIlroy parvient à ajouter un demi point en partageant sa partie avec Stewart Cink, partie que l'Américain a longtemps menée, avec en particulier un eagle sur le 13.
Le score est alors de 11 à 9 en faveur des Européens. Le point suivant est de nouveau en faveur des Européens. Il est apporté par Luke Donald qui bat Jim Furyk sur le score de 1 up. L'Anglais prend un avantage de trois points après le sixième trou, puis Furyk réduit le score sur le trou 10. Donald reprend un avantage de trois points après le 13e trou, avantage aussitôt réduit sur le trou suivant. Furyk, grâce à un birdie sur le 16 remet la pression sur l'Anglais qui parvient à partager les deux derniers trous.
L'écart entre les deux équipes grandit encore avec le treizième point apporté par l'Espagnol Miguel Ángel Jiménez. Celui-ci l'emporte sur l'Américain Bubba Watson sur le score de quatre et trois. Il prend l'avantage à mi-parcours en remportant deux trous successivement, les 8 et 9, puis de nouveau le 11 grâce à trois birdie. Il réalise de nouveau un birdie sur le 15 ce qui lui permet de terminer la partie.
Peu après, Jeff Overton, qui a été mené jusqu'au terme du onzième trou, remporte consécutivement les trous 12, 13 et 14, puis  de nouveau le 16 pour remporter sa partie trois et deux face à Ross Fischer. C'est ensuite Tiger Woods qui ajoute un nouveau point pour les Américains en remportant sa partie face à Francesco Molinari sur le score de quatre et trois. Woods, mené sur les premiers trous, parvient à réaliser une série de cinq trous victorieux du trou 9 au 13, dont un eagle sur le 12.
Phil Mickelson inscrit le douzième point des Américains en battant Peter Hanson sur le score de quatre et deux. L'Américain fait l'écart en début de partie en remportant les quatre premiers trous. Bien que Hanson remporte les deux trous suivant, Mickelson parvient ensuite à sécuriser un écart de deux ou trois points, puis remporte le trou 16 qui est le dernier de la partie.
Rickie Fowler parvient à remporter un demi point en égalisant dans sa partie face à Eduardo Molinari sur le dernier trou. Celui-ci détient un temps quatre coups d'avance, après le douzième trou, mais s'incline ensuite sur les trois derniers trous après que l'Italien soit resté trop court sur un putt sur le trou 15 qui lui aurait donné la victoire.
La onzième partie de la journée est remportée par l'Américain Zach Johnson qui bat Pádraig Harrington sur le score de trois et deux. Johnson  remporte les deux premiers trous, puis creuse l'écart par quatre birdie sur les 8, 9, 11 et 13 qui lui donnent un avantage de plus cinq. Harrington remporte les deux trous suivants mais doit s'incliner à la suite d'un trou partagé sur le 16.
La décision finale se fait donc sur la dernière partie. Celle-ci oppose Graeme McDowell à Hunter Mahan. le Nord-Irlandais remporte le premier trou, puis le 4 et le 6 pour mener de trois points. Mahan profite d'un bogey de son adversaire sur le 8 pour réduire le score. McDowell remporte le 11, mais perd aussitôt le trou suivant. Le score repasse à 1 up après le 15 mais Graeme McDowell remporte aussitôt les deux trous suivant ce qui lui assure la victoire et apporte le point nécessaire aux Européens pour remporter la Ryder Cup.
| Europe               | Résultats           | États-Unis     |
| -------------------- | ------------------- | -------------- |
| Lee Westwood         | États-Unis : 2 et 1 | Steve Stricker |
| Rory McIlroy         | égalité             | Stewart Cink   |
| Luke Donald          | Europe : 1 up       | Jim Furyk      |
| Martin Kaymer        | États-Unis : 6 et 4 | Dustin Johnson |
| Ian Poulter          | Europe : 5 et 4     | Matt Kuchar    |
| Ross Fisher          | États-Unis : 3 et 2 | Jeff Overton   |
| Miguel Ángel Jiménez | Europe : 4 et 3     | Bubba Watson   |
| Francesco Molinari   | États-Unis : 4 et 3 | Tiger Woods    |
| Edoardo Molinari     | égalité             | Rickie Fowler  |
| Peter Hanson         | États-Unis : 4 et 2 | Phil Mickelson |
| Pádraig Harrington   | États-Unis : 3 et 2 | Zach Johnson   |
| Graeme McDowell      | Europe : 3 et 1     | Hunter Mahan   |
| 5                    | Session             | 7              |
| 14 ½                 | Au général          | 13 ½           |

## Médias
La Ryder Cup est l'un des événements les plus regardés dans le monde, derrière les jeux olympiques et la coupe du monde de la FIFA. Lors de la Ryder Cup 2006, 750 millions de téléspectateurs dans 140 pays ont assisté à la victoire des États-Unis sur l'Europe.
Pour l'édition de 2010, les estimations d'audiences prévoient qu'environ 620 millions personnes dans le monde regardent cette compétition grâce à cinquante diffuseurs. Environ 80 caméras, et 22 caméras 3D, retransmettent les images. Plus de 1 000 accréditations ont été délivrées.
La couverture de l'événement aux États-Unis, qui ont une forte tradition de golf, est assurée par ESPN et NBC. Au Royaume-Uni, la compétition est retransmise par Sky Sports 1 et BBC 2. La chaine nationale S4C retransmet l'événement au pays de Galles.
En France, la compétition est couverte par le Groupe Canal+ qui retransmet les images sur Canal+ Sport et assure des résumés sur la chaine premium.